# Astropecten jonstoni
Astropecten jonstoni là tên của một loài sao biển thuộc họ Astropectinidae.

## Môi trường sống và hành vi
Các loài trong chi Astropecten thường sống ở những đáy biển có cát, bùn hoặc sỏi. Vào ban ngày chúng sẽ ở bên dưới chất nền. Đến cuối buổi chiều và vào ban đêm thì mới trồi lên kiếm ăn. Astropecten jonstoni thì ngược lại. Ta dễ dàng tìm được chúng vào mọi thời điểm ban ngày, chúng hoạt động mạnh vào sáng sớm và chiều muộn. Bên cạnh đó, nó chỉ sinh sống ở biển Địa Trung Hải tại độ sâu mà nó ưa thích là từ 1 đến 12 mét.

## Mô tả
Loài sao biển này thường có 5 cánh. Rìa cánh có gai, lớp gai ngoài cùng thì có màu trắng hơi vàng ở đầu và gốc gai thì có màu cam đậm. Lớp gai trong cùng thì rất ngắn, thậm chí là không có. Về tổng thể thì hình dáng của nó khác thường, phần giữa thì khá to còn các cánh của nó thì giống như các bản mẫu điển hình của sao biển. Màu của phần trên thì có màu be hoặc xanh lá có sắc xanh lam hay là có màu nâu xám. So sánh với các loài cùng chi, loài có kích thước nhỏ nhất, chỉ có đường kính khoảng từ 7 đến 8 cm. Dựa vào hình dáng, kích thước, màu sắc, ta có thể phân biệt chúng với các loài khác. Nhưng có một tỉ lệ rất nhỏ rằng chúng bị nhầm lẫn với các cá thể non của loài Astropecten platyacanthus.

## Thức ăn
Chúng là loài động vật ăn thịt và thức ăn là các loài trai. Khi bắt được con mồi bằng cánh, nó sẽ đưa đến miệng. Các lông gai quanh miệng sẽ giữ chặt thức ăn.